# Unterzunge

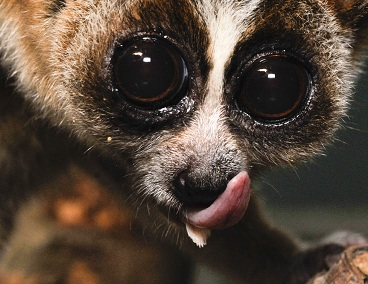
Die Unterseite der Zunge eines Plumploris zeigt die Sublingua mit einer gefransten Spitze

Die Unterzunge (Sublingua) ist ein verhornte und blattartige „zweite Zunge“ an der Unterseite des beweglichen Teiles der Zunge, die eine gefranste Spitze aufweist. Sie ist bei Beuteltieren sowie einigen Primaten (Koboldmakis, Feuchtnasenprimaten) und Spitzhörnchen ausgebildet. Im Gegensatz zur eigentlichen Zunge ist keine Binnenmuskulatur vorhanden. Es wird vermutet, dass die Unterzunge zum Reinigen des Zahnkammes nach dem Fressen dient. Beim Menschen wird die sägezahnartige Falte (Plica fimbriata) seitlich des Zungenbändchens als rudimentäre Unterzunge angesehen.